# 803
803 је била проста година.

## Догађаји
- Википедија:Непознат датум — Владавина династије Абасида у Багдаду.
- Википедија:Непознат датум — Никифоров мир: Цареви Никифор I и Карло Велики успостављају своје царске границе на Јадранском мору и потписују Никифоров мир. Византинци задржавају контролу над приморским градовима и острвима у Далматиције, док је франачка власт прихваћена над Истром и Далматинским залеђем. Венеција је призната као независна од стране Византијског царства.
- Лето – Барданес Туркос, византијски генерал (стратег), проглашен је за цара од стране трупа анадолске, опсикионске, трачке и букеларионске теме „Побуњеничка“ војска маршира до Хрисопоља, предграђа Цариграда. Након бекства двојице својих поузданих помоћника, будућих царева Лава Јерменина и Михаила Аморијца, Бардан преговара о миру.
- мај – Крум, владар (кан) бугарског царства, почиње своју територијалну експанзију и упада у византијску северну границу. Он води своје ратнике — углавном Бугаре, Србе, Трачане — преко Карпата, преко реке Дунав, и широм Трансилваније, Тракије и Македоније.
- Калиф Харун ал-Рашид је одрубио главу свом пријатељу и везиру (секретару) Џафару ибн Јахји, Преживели чланови утицајне породице Бармакид (Џафарова породица) су затворени по Харуновом наређењу, а њихова имовина је конфискована.
- Земљотрес у Мопсуестији 803. догодио се у околини Мопсуестије и Александретског залива (Искендерун)
- 12. октобар – Одржан Сабор у Клофешу (вероватно Бриксворт), на којем је архиепископија Личфилд деградирана на обичан епископат, уз папску дозволу коју је добио краљ Коенвулф од Мерсије.